# Sociologie de l'enfance
La sociologie de l'enfance est une branche de la sociologie, connexe de la sociologie de l'éducation et de la sociologie de la famille, qui focalise l'analyse sur les enfants en tant que classe d'âge distincte d'autre classe d'âge, en particulier celle de l'âge adulte, mais aussi celle de l'adolescence. Une caractéristique de l'enfance des sociétés occidentales contemporaine est la dispense du travail. Autrement dit, l'enfance est une période dont ses frontières varient en fonction des époques et des aires géographiques.

## Évolution de la définition sociale de l'enfance
Dans son ouvrage La sociologie des enfants, la sociologue française Martine Court, défini l'enfance comme une période spécifique de la vie : « Définie dans les discours communs et savants comme la période qui débute à la naissance et qui s’achève à la puberté ou à la fin de la scolarité élémentaire, elle est perçue comme un moment spécifique de l’existence, auquel sont attribués des comportements, des qualités et des besoins propres, différents de ceux des adultes. ». Mais l'autrice précise que l'enfance « ne constitue pas [...] une expérience homogène, commune à tous les membres d’une même classe d’âge ». De plus, « l’enfance a historiquement été constituée en moment spécifique de l’existence, distinct de l’âge adulte »,. Mais l'enfance « fait l’objet d’une définition sociale qui varie en fonction des époques [et] des aires géographiques ».
Dans l’ouvrage de l'historien français Philippe Ariès, publié en 1960, L’Enfant et la vie familiale sous l’Ancien Régime, l'enfance est au Moyen Âge en France relatif à une « période indifférenciée qui court de la naissance au début de l’âge adulte » : il n'y a pas de terme pour désigner l’adolescence. D'autre part, sous l'Ancien Régime « les activités des enfants se confondent [...] largement avec celles de leurs aînés ».
La définition de l'enfance « qui domine aujourd’hui dans les sociétés occidentales s’est construite pour l’essentiel au cours des XIXe et XXe siècles ». Progressivement, se construit « une séparation matérielle et symbolique de plus en plus marquée entre l’enfance et les autres âges de la vie », en particulier « l’instruction obligatoire entre six et treize ans » pour la France. En effet, « la  dispense  à  l’égard du travail est un des traits les plus caractéristiques de l’enfance » dans les sociétés occidentales contemporaine. Autrement dit, « Jusqu’à la fin du XIXe siècle, la plupart des enfants travaillent dès l’âge de six ou sept ans, à la ferme ou dans l’atelier familial, puis dans les usines de la révolution industrielle ».